# Cordia obtusa
Cordia obtusa là loài thực vật có hoa trong họ Mồ hôi. Loài này được Balf.f. mô tả khoa học đầu tiên năm 1884.